# Síntesi basada en mostreig
La síntesi basada en mostres és una forma de síntesi d'àudio que es pot contrastar amb la síntesi subtractiva o la síntesi additiva. La diferència principal amb la síntesi basada en mostres és que les formes d'ona llavor són sons o instruments mostrejats en lloc de formes d'ona fonamentals com les ones sinusoïdals i de serra utilitzades en altres tipus de síntesi.

## Història
Abans que l'enregistrament digital es fes pràctica, instruments com el Welte de (1930), phonogene (1950) i el Mellotron (1960) van utilitzar discos òptics analògics o platines de cintes analògiques per reproduir sons mostrejats.
Quan es va desenvolupar per primera vegada la síntesi basada en mostres, sintetitzadors de consum més assequibles  no va poder gravar mostres arbitràries, sinó que va formar timbres combinant mostres pregravades de la ROM abans d'encaminar el resultat a través de filtres analògics o digitals. Aquests sintetitzadors i els seus descendents més complexos s'anomenen sovint ROMplers.
Els instruments basats en mostres s'han utilitzat des del Computer Music Melodian, el Fairlight CMI i el NED Synclavier. Aquests instruments eren molt avançats al seu temps i eren, per tant, cars. El primer enregistrament amb un sintetitzador de mostreig va ser " Stevie Wonder's Journey Through "The Secret Life of Plants" (1979) que utilitzava Computer Music Melodian per crear melodies i ritmes complexos a partir de sons mostrats de la natura. La primera melodia que Wonder va gravar va ser "The First Garden", on va utilitzar un xiulet d'ocells com a so principal de la cançó. Més assequible sintetitzadors basats en mostres disponibles per a les masses amb la introducció de l'Ensoniq Mirage (1984), Roland D-50 (1987) i el Korg M1 (1988), que van aparèixer a finals dels anys vuitanta. També es va presentar la M1 el concepte d'estació de treball musical.
El concepte s'ha convertit en targetes de so per a PC multimèdia, sota els noms com ara targeta wavetable o placa filla wavetable. (Vegeu Síntesi de la taula d'ona)

## Avantatges
El principal avantatge de la síntesi basada en mostres sobre altres mètodes de síntesi digital com la síntesi de modelatge físic o la síntesi additiva és que els requisits de potència de processament són molt més baixos. Això es deu al fet que la majoria dels matisos dels models de so es troben en les mostres pregravades en lloc de calcular-se en temps real.
A diferència dels sintetitzadors analògics, els circuits no s'han de duplicar per permetre que es reprodueixin més veus alhora. Per tant, la polifonia de les màquines basades en mostres és generalment molt més alta. Un inconvenient és, però, que per incloure més detalls, és possible que s'hagin de reproduir múltiples mostres alhora (una trompeta pot incloure un soroll de respiració, un grunyit i una ona sonora en bucle utilitzada per a la reproducció contínua). Això torna a reduir la polifonia, ja que els sintetitzadors basats en mostres valoren la seva polifonia en funció del nombre de mostres múltiples que es poden reproduir simultàniament.

## Multimostreig
La capacitat d'un sintetitzador basat en mostres per reproduir els matisos dels instruments naturals està determinada principalment per la seva biblioteca de sons mostrejats. En els primers dies de la síntesi basada en mostres, la memòria de l'ordinador era cara i les mostres havien de ser tan curtes i tan poques com fos possible. Això es va aconseguir fent un bucle d'una part de la mostra (sovint una sola ona) i després utilitzant una corba d'envolvent de volum per fer que el so s'esvaeixi. Una etapa d'amplificació traduiria la velocitat de la tecla en guany, de manera que la reproducció més dura es traduiria en una reproducció més forta. En alguns casos, la velocitat de la tecla també modula el temps d'atac de l'instrument, donant lloc a un atac més ràpid per als passatges forts.
La capacitat d'un sintetitzador basat en mostres per reproduir els matisos dels instruments naturals està determinada principalment per la seva biblioteca de sons mostrejats. En els primers dies de la síntesi basada en mostres, la memòria de l'ordinador era cara i les mostres havien de ser tan curtes i tan poques com fos possible. Això es va aconseguir fent un bucle d'una part de la mostra (sovint una sola ona) i després utilitzant una corba d'envolvent de volum per fer que el so s'esvaeixi. Una etapa d'amplificació traduiria la velocitat de la tecla en guany, de manera que la reproducció més dura es traduiria en una reproducció més forta. En alguns casos, la velocitat de la tecla també modula el temps d'atac de l'instrument, donant lloc a un atac més ràpid per als passatges forts.
Per als models basats en mostres d'instruments com el piano Rhodes, aquest multimostreig és molt important. El timbre del Rhodes canvia dràsticament d'esquerra a dreta al teclat, i varia molt segons la força amb què es toca la tecla. Els registres inferiors borden, mentre que el rang superior té un so més semblant a una campana. L'escorça serà més diferent si es toquen les tecles amb força. Per tant, perquè el model sigui prou expressiu, és necessari que es facin multimostres tant en el to com en la força de joc.

## Sintetitzadors de mostreig
Un disseny de síntesi basat en mostres més flexible que permet a l'usuari gravar formes d'ona arbitràries per formar el timbre bàsic d'un so s'anomena sampler. Els primers samplers eren molt cars i normalment tenien freqüències de mostreig i profunditat de bits baixes, el que donava com a resultat un so granulat i àlies. Des de finals de la dècada de 1980, però, els samplers han presentat especificacions almenys tan bones com els CD. A finals de la dècada de 1990, els enormes augments de la velocitat del processador de l'ordinador van permetre el desenvolupament generalitzat de sintetitzadors de programari i mostrejadors de programari. La gran capacitat d'emmagatzematge dels ordinadors moderns era ideal per a la síntesi basada en mostres i, per tant, molts samplers han migrat a implementacions de programari o han estat substituïts per nous samplers de programari.